# Libellus responsionum
Il Libellus responsionum, o Rescriptum beati Gregorii papae ad Augustinum episcopum, è una lunga lettera indirizzata da Gregorio Magno ad Agostino di Canterbury in risposta ad alcuni dubbi che il monaco aveva sottoposto al pontefice durante la missione evangelizzatrice presso gli Angli.

## Composizione e struttura dell'opera
È probabile che l’opera sia stata composta nel 601, quando le domande di Agostino arrivarono a Roma attraverso due messaggeri, il prete Lorenzo e il monaco Pietro, mandati in precedenza in Inghilterra per verificare i progressi della cristianità sull'isola. Il testo venne poi mandato ad Agostino con il secondo gruppo di missionari partiti per l’Inghilterra proprio nello stesso anno.
L’opera è conosciuta in tre versioni: sotto forma di lettera, di Capitula e una terza versione con una scansione alternata di domande e risposte. Quest’ultima è la forma del testo che si trova anche nell’Historia ecclesiastica gentis Anglorum di Beda (Hist. Eccl. I 27). Esse differiscono in base alla struttura in cui si presenta il testo e all’ordine in cui le domande e le risposte sono presentate. Il Rescriptum nella sua forma più estesa è composto da un prologo e da nove parti costituite ciascuna da domanda e risposta.
Nel prologo Gregorio dichiara di aver ricevuto per mezzo del presbitero Lorenzo e del monaco Pietro le richieste di Agostino a cui si accingerà a rispondere. La prima interrogatio riguarda il regime di vita che devono seguire i vescovi, e i chierici a loro sottoposti, e il modo in cui ripartire le offerte presentate dai fedeli. Gregorio indica come regime di vita migliore quello semi-monastico, sulla scorta delle prime comunità cristiane, e invita alla comunione dei beni. Nella seconda, Agostino espone i propri dubbi in merito all’adozione della liturgia romana o gallica nella neonata Chiesa inglese e Gregorio gli consiglia di seguire la liturgia che meglio si sarebbe adattata a quel contesto. La terza, riguardante le pene da impartire a chi ruba i beni ecclesiastici, mette in luce la ragionevolezza del pontefice, che esorta a commisurare la severità della pena in base alle circostanze che hanno spinto al furto. Nella quarta Agostino chiede se sia possibile l’ordinazione di un vescovo in assenza di altri prelati, essendo lui l’unico presente in Britannia, e il pontefice autorizza il missionario a nominare un numero sufficiente di vescovi da distribuire sul territorio per fare in modo che essi partecipino alle consacrazioni successive. La quinta riguarda i rapporti tra la Chiesa inglese e quella gallica: il pontefice afferma che Agostino non ha alcuna autorità sui vescovi di Gallia, mentre quelli di Britannia devono considerarsi come suoi sottoposti. In questo punto del testo è presente la cosiddetta Obsecratio Augustini, che attesta la donazione delle reliquie di san Sisto richieste da Agostino a Gregorio. La sesta interrogatio è divisa in due parti: nella prima il pontefice afferma l’assenza di passi nelle Sacre Scritture che vietano l’unione di due fratelli con due sorelle; nella seconda, Gregorio, per sciogliere i dubbi di Agostino, vieta le nozze tra un uomo e la propria matrigna o cognata. Quest’ultima parte fu soggetta a varie interpolazioni con l’inserimento di una domanda sui gradi di parentela che rendono lecito il matrimonio, permesso dal pontefice dal terzo grado in su. La settima riguarda il battesimo e la comunione per le donne incinte, che hanno partorito da poco o con le mestruazioni e per gli uomini che si uniscono ad esse. Gregorio afferma la possibilità di battezzare le donne in tali condizioni e considera necessaria la purificazione per chi si unisca ad esse. Infine, il pontefice risponde in merito al problema della comunione per un uomo che abbia avuto una polluzione involontaria nel sonno. Gregorio invita ad una lettura figurata dell’Antico Testamento ed esamina le possibili cause della polluzione per capire quando questa è accompagnata da una qualche colpa.

## Disputa sull'autenticità dell'opera
Nella prefazione dell’Historia ecclesiastica gentis Anglorum di Beda, l’autore narra di aver ricevuto alcune epistole di Gregorio relative all’Anglia da Nothelmus, arcivescovo di Canterbury, il quale mentre si trovava a Roma aveva avuto accesso all’archivio della chiesa romana e aveva in seguito portato alcuni documenti in Inghilterra. Questa informazione ha portato a pensare che il testo dell’Historia ecclesiastica rispecchiasse quello della cancelleria pontificia e che dunque fosse autentico in ogni sua parte, tesi confutata grazie a studi successivi.
Il primo a contestare l’autenticità dell’opera fu Bonifacio, vescovo di Magonza, il quale nel 735 chiese a Nothelmus di inviargli il Rescriptum, dal momento che esso risultava assente negli archivi romani. Bonifacio, impegnato nell’evangelizzazione dei Germani, era infatti turbato dalla risposta di Gregorio sui gradi di parentela entro cui era lecito il matrimonio e cominciò a mettere in dubbio l’autenticità dell’intero testo. Il vescovo voleva consultare una copia autorevole dell’opera per verificare la veridicità di tale responso, ma non riuscì ad ottenerla né da Roma né probabilmente da Canterbury. Nel 743 papa Zaccaria esplicitò che il testo era assente dall’archivio pontificio e sostenne che il permesso accordato da Gregorio per il matrimonio al terzo e quarto grado di parentela era una concessione fatta dal pontefice solo agli Angli che si stavano convertendo, mentre il resto del mondo cristiano doveva rispettare i dettami della Chiesa cattolica.
Il dubbio sull’autenticità o meno del testo era dunque motivato principalmente dal contenuto delle disposizioni relative al matrimonio più che dallo studio della tradizione manoscritta. In età moderna, Pierre de Goussainville e i Maurini inserirono il testo tra le opere gregoriane, ammettendone l’autenticità. Nel 1941 Suso Brechter formulò l’ipotesi che tutto il Libellus fosse un falso prodotto dall’arcivescovo di Canterbury Nothelmus che nel 731 inviò l’opera e altre epistole gregoriane a Beda, il quale, ignaro della falsificazione, inserì il testo nell’Historia ecclesiastica gentis Anglorum. Secondo Brechter, la versione inserita nell’opera di Beda sarebbe la più antica. Altri studiosi sostennero invece l’autenticità, anche se parziale, dell’opera. Margaret Deanesly e Paul Grosjean infatti ritennero che Nothelmus avesse trovato a Canterbury la lettera originale inviata da Gregorio ad Agostino, insieme ad altro materiale di incerta provenienza. Il vescovo avrebbe quindi raccolto tutti i documenti senza saper distinguere gli originali dagli interpolati e li avrebbe organizzati in un unico volume, aggiungendo una prefazione, unica parte intenzionalmente falsa dell’opera. A dimostrazione di tale ipotesi osservano che il contenuto dell’interrogatio sul matrimonio manifesta un conteggio per gradi di parentela di età successiva a Gregorio. Inoltre, è stato notato che il testo tràdito dal manoscritto più antico pervenutoci (København, Kongelige Bibliotek, Ny. Kgl. S. 58 8°, prima metà VIII secolo) presenta una forma del testo priva della prefazione, secondo loro aggiunta in seguito da Nothelmus, e delle interpolazioni relative ai gradi di parentela.
Paul Meyvaert condusse una serie di studi sul Rescriptum valutando la qualità del testo dell’opera di Beda, dal momento che in tutte le ipotesi ricostruttive proposte fino ad allora rappresentava lo snodo iniziale della trasmissione, sia che fosse il testo più vicino alla cancelleria pontificia, sia che fosse il mezzo di diffusione del falso di Nothelmus (Brechter), sia che il testo avesse del materiale autentico interpolato (Deanesly- Grosjean). Meyvaert arrivò ad osservare che il testo di Beda non era a monte della tradizione e che era corrotto rispetto ai testimoni più recenti delle raccolte canoniche che trasmettevano il testo. Inoltre, Beda conosceva già il Libellus nel 721 quando scisse la Vita sancti Cuthberti, in cui cita l’opera. Di conseguenza, il Libellus non è un falso di Nothelmus del 731, ma si tratta di un testo autentico, caratterizzato tuttavia da corruttele e interpolazioni dovute ad una trasmissione già ramificata e complessa al tempo di Beda. Mayvaert ritiene che delle tre forme di trasmissione dell’opera, sotto forma di lettera, di Capitula e di domanda e risposta, la più antica sia la prima e sostiene che il responso sul matrimonio sia un’interpolazione di origine longobarda del VII secolo. L’origine dell’interpolazione sarebbe da ricercarsi durante la spedizione missionaria in Inghilterra del 601, dunque non a Roma o a Canterbury, i due centri geografici di diffusione dell’opera, ma nel sud della Francia o nel nord Italia, tappe probabili del percorso via terra della spedizione guidata da Mellito che portava con sé la lettera destinata ad Agostino. In quest’occasione sarebbe dunque stata fatta una copia del testo, poi interpolata, che avrebbe dato inizio alla diffusione del testo nelle altre due versioni conosciute.

## Tradizione manoscritta
Il Libellus era molto conosciuto nel Medioevo. Il testo circolò in forma autonoma rispetto al Registrum epistolarum e in tre versioni. La versione sotto forma di lettera, circolante soprattutto nel Nord Italia e in Septimania, consterebbe di dieci manoscritti, il più antico dei quali è København, Kongelige Bibliotek, Ny. Kgl. S. 58 8° (prima metà VIII secolo). La seconda versione, in Capitula, che si differenzia dalla prima per l’introduzione di una frase iniziale per ciascuna interrogatio, si diffuse maggiormente in Italia settentrionale, in Gallia meridionale e in Svizzera e consta di otto manoscritti dell’VIII secolo. La terza versione, definita Q/A version, poiché sono distinte in modo netto le domande e le risposte, circolò in due varianti: una continentale in Gallia e Germania, e una insulare in Inghilterra, derivanti tuttavia da un unico esemplare. La prima consta di tredici manoscritti contenenti anche una raccolta canonica, la Collectio Andegavensis (o Collectio Vetus Gallica), la seconda invece è testimoniata da codici che riportano anche il penitenziale di Teodoro, in particolare i Canones Gregorii e Discipulus Umbrensium, originando un ramo della tradizione al quale è legato anche il testo di Beda.

## Edizioni di riferimento
- Gregorii Papae Rescriptum beati Gregorii papae ad Augustinum episcopum, PL LXXVII.1183B-2000B
- Gregorii I papae Registrum epistularum, 2 voll., edd. P. Ewald – L.M. Hartmann, Berlino 1891-1899 (MGH Epp. II), XI 56a, pp. 331–43
- Gregorii I Rescriptum beati Gregorii papae ad Augustinum episcopum, seu Libellus responsionum, cur. V. Mattaloni, Firenze 2017